# Ларс Якобсон
Ларс Якобсон (швед. Lars Jakobson; нар. 11 серпня 1959, Лунд, Швеція) — шведський письменник. Володар премії Svenska Dagbladet та Літературної премії Сельми Лагерлеф.